# Promise (Oregon)
Promise az Amerikai Egyesült Államok északnyugati részén, Oregon állam Wallowa megyéjében, a Grand Ronde folyó közelében elhelyezkedő önkormányzat nélküli település.
A térség első lakói John C. Phillips és Daniel W. Mann voltak 1891-ben. Mann a területet az „ígéret földjének” nevezte. Az 1896 és 1944 között működő posta első vezetője Thomas C. Miller volt. Egykor iskola is volt itt.
A lakosok, leszármazottaik és barátaik számára rendszeres összejöveteleket szerveznek.

## Fordítás
- Ez a szócikk részben vagy egészben  a   Promise, Oregon című angol Wikipédia-szócikk ezen változatának fordításán alapul.  Az eredeti cikk szerkesztőit annak laptörténete sorolja fel. Ez a jelzés csupán a megfogalmazás eredetét és a szerzői jogokat jelzi, nem szolgál a cikkben szereplő információk forrásmegjelöléseként.